# Simon Antoine Jean L'Huillier
Pour les articles homonymes, voir L'Huillier.
 (décembre 2017).

Simon Antoine Jean L'Huillier (ou L'Huilier), né le 24 avril 1750 à Genève et mort le 28 mars 1840 également à Genève, est un mathématicien suisse. Il est connu pour ses travaux en analyse mathématique et en topologie, et en particulier pour la généralisation de la formule d'Euler aux graphes planaires, ainsi que pour le théorème qui porte son nom. 

## Biographie
Simon Antoine Jean L'Huilier est le quatrième enfant de Laurent L'Huillier (issu d'une famille de bijoutiers et orfèvres originaires de Mâcon) et sa seconde épouse, Suzanne-Constance Matte. En 1691, tous deux sont citoyens de Genève, où ils ont trouvé refuge après la révocation de l’Édit de Nantes. Attiré par les mathématiques, L'Huillier se refuse à suivre une carrière ecclésiastique. 
Après des études secondaires brillantes, il suit les cours de mathématiques donnés à l'Académie de Genève par Louis Bertrand , ancien élève de Leonhard Euler. Il suit également les cours de physique de Georges-Louis Le Sage. Grâce à ce dernier, il obtient, pour deux ans, un poste de précepteur dans la famille Rilliet-Plantamour. Encouragé par Le Sage,  il envoie en 1773  à la Revue encyclopédique une Lettre en réponse aux objections élevées contre la gravitation newtonienne.
Le Sage avait eu comme élève, puis comme collaborateur Christoph Friedrich Pfleiderer, qui plus tard a enseigné les mathématiques à Tübingen. En 1766, sur la recommandation de Le Sage, Pfleiderer est nommé professeur de mathématiques et de physique à l'académie militaire de Varsovie, récemment fondée par le roi Stanislas II. Il est ensuite nommé à la Commission chargé de préparer les manuels utilisés dans les écoles polonaises. En 1775, il  signale un concours  polonais à Le Sage, qui veut persuader L'Huillier à se porter candidat pour la physique, mais ce dernier préfère concourir en mathématiques. Il prépare un texte, l'envoie à Varsovie, et remporte le prix. Le roi félicite le jeune auteur, et le prince Adam Czartoryski lui offre un poste de précepteur pour son fils (également nommé Adam) dans leur résidence à Pulawy. 
L'Huillier passe des années heureuses en Pologne, de 1777 à 1788. Ses fonctions pédagogiques ne l'empêchent nullement d'écrire son cours de mathématiques, mis au net avec l'aide de Pfleiderer, et traduit en polonais par l'abbé Andrzej Gawronski,  lecteur du roi. L'Huillier se révèle être non pas seulement un excellent pédagogue, mais aussi un excellent chercheur. Il participe en 1786 au concours de l'Académie de Berlin sur la théorie de l'infini mathématique. Le jury, présidé par Lagrange, lui décerne le prix. 
Envisageant de rentrer en Suisse en 1789, il craint cependant l'agitation révolutionnaire et décide de rester à Tübingen avec son ami Pfleiderer , et y réside jusqu'en 1794. En 1795, il épouse Marie Cartier, qui lui donne une fille et un fils. La même année, alors qu'il est professeur de mathématiques à l'Université de Leiden en 1795, L'Huillier se porte candidat, dans sa ville natale, au poste laissé vacant par son ancien maître Louis Bertrand. En 1795, il est nommé à l'Académie de Genève (dont il sera recteur),  titulaire de la chaire de mathématiques. Il y enseigne jusqu'à sa retraite en 1823. En 1821, il aura comme suppléant un certain Guillaume Henri Dufour, futur général.
Alors que les Polonais trouvent L'Huillier puritain, ses concitoyens de Genève lui reprochent son austérité et une certaine bizarrerie, puisqu'il met en vers des théorèmes géométriques et écrit une ballade sur le nombre de trois et la racine carrée de moins un. Vers la fin de sa carrière, Charles-François Sturm a été parmi ses élèves.
L'Huillier est également impliqué dans la vie politique de Genève, membre du Conseil législatif, qu'il présidé en 1796, et membre du Conseil représentatif. Ses qualités scientifiques lui valent d'être membre de la Société d'éducation, correspondant polonais dans les académies de Berlin, Göttingen, et Saint-Pétersbourg, de la Royal Society et professeur honoraire à l'Université de Leiden.

## Œuvre
L’œuvre scientifique de L'Huillier porte la marque d'une intelligence originale. Même si ses travaux n'atteignent pas la subtilité de ceux de Sturm, il leur arrive de dépasser ceux de Bertrand. Ses excellents manuels d'algèbre et de géométrie ont été utilisés durant de nombreuses années dans les écoles polonaises. Son traité en latin sur les problèmes des maxima et minima ont impressionné le géomètre Jacob Steiner un demi-siècle plus tard. L'Huillier s'est aussi penché sur un problème largement discuté à l'époque, celui de la quantité minimale de cire nécessaire aux cellules en nid d'abeille. Il a par ailleurs envoyé des articles à l'Académie de Berlin, ainsi qu'un mémoire primé de 1786: Exposition élémentaire des Principes des Calculs Supérieurs. Imprimé aux frais de l'Académie, ce mémoire a ensuite été longuement discuté par Jean-Étienne  Montucla dans sa version révisée de l'Histoire des mathématiques. Dans ce travail, que L'Huillier  envoie à Berlin muni de la devise "L'infini est le gouffre où se perdent nos pensées", il présente une critique pertinente  des conceptions de Fontenelle et même d'Euler, et procède à une nouvelle approche de la notion de limite, de son interprétation et de son utilisation. Jean Frédéric Théodore Maurice reconnaît  la rigueur exemplaire de l'argumentation de L'Huillier, tout en regrettant, non sans raison, qu'elle «a été accompagnée par des passages de longue haleine qui auraient pu être évités."
L'Hullier remporte en 1784 le prix de la section mathématiques de l'Académie des sciences de Berlin pour sa réponse à une question sur les fondements du calcul infinitésimal. Ce travail est publié en 1787 dans son livre Exposition élémentaire des calculs des principes supérieurs (une version latine paraît en 1795). Bien que L'Huilier remporte le prix, Joseph-Louis Lagrange, à l'origine de la question et premier juge, est déçu par le travail, qu'il considère « le meilleur d'un mauvais lot ». Lagrange publie ses propres travaux sur les bases du calcul infinitésimal, et Augustin Louis Cauchy créera l'approche définitive.
En 1796, L'Huillier envoie à l'Académie de Berlin la solution algébrique du problème de Pappus d'Alexandrie généralisé. Euler, Nicolas Fuss, et  Anders Lexell trouvent une solution géométrique en 1780, Lagrange découvre une solution algébrique pour le cas du triangle en 1776. L'Huillier fonde sa contribution sur la méthode utilisée par Lagrange. Encore plus remarquable, cependant, sont ses quatre articles sur les probabilités, écrits avec Pierre Prévost, que L'Huillier publie dans les Mémoires de l'Académie de  Berlin de 1796 et 1797. Commençant avec le problème d'une urne contenant des boules noires et blanches qui sont retirées et non remplacées, les auteurs ont cherché à déterminer la composition du contenu de l'urne à partir des boules tirées. Dans ce type de question relative aux probabilités, ils se tournent vers les œuvres de Jakob Bernoulli, Abraham de Moivre, Thomas Bayes et Pierre-Simon de Laplace , leur but étant de trouver une démonstration d'un principe que  L'Huillier appelle le principe étiologique: "Si un événement peut être produit par un nombre n de différentes causes, la  probabilité de l'existence de ces causes sont entre elles comme les probabilités de l'événement qui proviennent de ces causes". Les quatre articles présentent un intérêt considérable, et Isaac Todhunter les mentionne dans son Histoire  de la théorie mathématique des probabilités.
Les éléments d'algèbre en deux volumes raisonnés que L'Huillier écrit pour ses élèves de Genève en 1804 prolongent ses textes rédigés pour les écoles polonaises. Le premier volume, composé de huit chapitres, porte uniquement sur les équations du premier et du second degré. Un chapitre est consacré à l'analyse Diophamine. Le volume II (chapitres 9-22) traite des progressions, logarithmes, des combinaisons, et des équations du quatrième degré. Un chapitre sur les fractions continues se fonde sur les travaux de Joseph-Louis Lagrange et de Adrien-Marie Legendre. Un autre concerne  la méthode des coefficients indéterminés. Les questions de calcul sont discutés dans une annexe. Le principal intérêt de ces deux volumes réside dans l'exposition claire de l'auteur et sélection judicieuse des exercices, pour certains desquels il fournit des solutions.
Les derniers travaux d'importance de L'Huillier paraissent en 1809 à Paris et à Genève. Dans un ouvrage dédié à son ancien élève Adam Czartoryski, qui est alors ministre de l'instruction publique en Russie, il traite de lieux géométriques dans le plan (en ligne droite et le cercle) et dans l'espace (sphère). Entre 1810 et 1813, L'Huillier est aussi rédacteur des Annales de Mathématiques Pures et Appliquées et publie sept articles sur la géométrie plane et sphérique et sur la construction de polyèdres. 
L'Huillier est membre honoraire de l'Académie impériale de Saint-Pétersbourg (1782), membre honoraire de l'Académie royale de Prusse à Berlin (1789) et Fellow de la Royal Society de Londres (1791). 	
Il est élu le 23 février 1828 à l'Académie des sciences, belles-lettres et arts de Savoie, avec pour titre académique Correspondant.

## Publications
Le texte original de L'Huillier  Éléments d'arithmétique et de géométrie (Varsovie 1778), a été partiellement traduit par Gawronski en Geometrya dla Szkol narodowych (Varsovie 1780) et Algiebra dla Szkol narodowych (Varsovie 1782) 
- «Mémoire sur le minimum de cire des alvéoles des abeilles et en particulier un minimum minimorum relatif à cette matière», dans les Mémoires de l'Académie royale des sciences et belles-lettres de Berlin (1781) , 277-300 ;

- De Relatione Mutua capacitatis et terminorum figurarum seu de maximis et minimis (Varsovie 1782) ;

- « Théorème sur les solides plano - superficiels » dans les Mémoires de l'Académie royale des sciences et belles-lettres de Berlin (1786-1787) , 423-432 ;

- Exposition élémentaire des Principes des Calculs supérieurs ... (Berlin 1787).

- « Sur la décomposition en facteurs de la somme et de la différence de deux puissances à exposants quelconques de la base des logarithmes hyperboliques » dans les Mémoires de l'Académie Royale des sciences et belles-lettres de Berlin (1788-1789), pp. 326-368.

- Polygonométrie et abrégé d'isopérimétrie élémentaire (Genève 1789).

- Examen du mode d’élection proposé à la Convention nationale de France et adopté à Genève (Genève 1794).

- Principiorum calculi differentialis et Integralis expositio Elementaris (Tübingen, 1795). Voir aussi: «Solution algébrique du problème suivant : A un cercle donné, inscrire un polygone dont les côtés passent par des points donnés»,  dans les Mémoires de l'Académie royale des sciences et belles-lettres de Berlin (1796) , pp. 94-116.

- Sur les probabilités, ibid . , Cl . de mathématiques , 117-142, écrit avec Pierre Prévost ; . - Mémoire sur l'art d' estimer les probabilités  , ibid . , Cl . de phil . spéc , 3-24, écrit avec Pierre Prévost.

- «Remarques sur l'utilité et l'étendue du principe par lequel on estime la probabilité des causes»   ibid , 25-41, écrit avec Pierre Prévost

- «Mémoire sur l'application du calcul des probabilités à la valeur du témoignage », ibid . (1797),  Cl . de phil . spéc , pp. 120-152, écrit avec Pierre Prévost.

- Précis d'arithmétique par deniandes et Réponses A l'usage des Ecoles Primaires (Genève, 1797).

- Éléments raisonnés d'algèbre publiés l'Usage des Étudiants en philosophie, 2 vol. (Genève, 1804).

- Eléments d'analyse géométrique et algébrique d'analyse : (Genève -Paris 1809), -Analogies entre les triangles, rectangles, rectilignes et sphériques », dans les annales de mathématiques pures et appliquées , 1 (1810-1811) , 197-201.